# Paul Dubois (psychotherapeut)

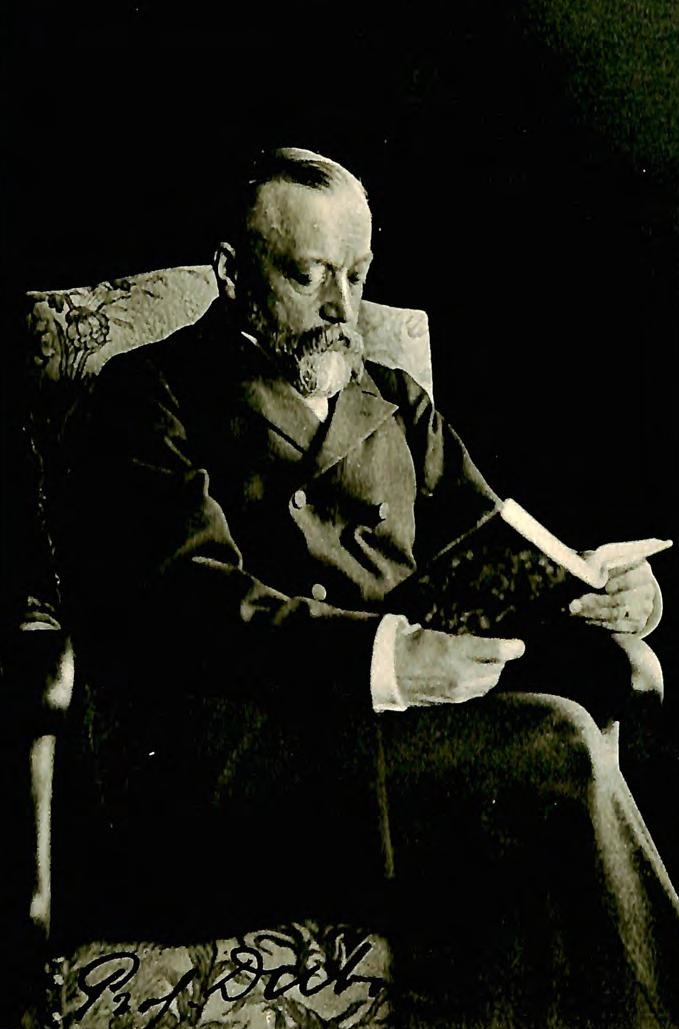
Paul Dubois

Paul Charles Dubois (La Chaux-de-Fonds, 28 november 1848 - Bern, 4 november 1918) was een Zwitserse psychotherapeut en neuropatholoog. Hij wordt beschouwd als een van de pioniers van psychotherapie.

## Weblinks
- https://archive.org/details/verstandengevoelimages_201912 Verstand en Gevoel Voordracht gehouden in de Aula van de Universiteit van Bern op 3 maart 1910 door Dr. Paul Dubois